# 243073 Freistetter
243073 Freistetter è un asteroide della fascia principale. Scoperto nel 2007, presenta un'orbita caratterizzata da un semiasse maggiore pari a 3,1771399 UA e da un'eccentricità di 0,1963682, inclinata di 30,54683° rispetto all'eclittica.